# Fred Harman
Fred Harman   (St. Joseph, 9 de febrer de 1902 - Phoenix, 2 de gener de 1982) va ser un dibuixant nord-americà, conegut sobretot per la seva popular historieta Red Ryder, que va dibuixar durant 25 anys, arribant als 40 milions de lectors a través de 750 diaris. Harman va utilitzar de vegades el pseudònim de Ted Horn.

## Biografia
Harman tenia dos mesos quan els seus pares es van traslladar de St. Joseph, Missouri, a Pagosa Springs, Colorado, on es va familiaritzar amb els cavalls i l'estil de vida ramader. El seu pare havia viscut anteriorment a Pagosa el 1891. Harman va abandonar l'escola després de set anys i mai no va tenir cap formació artística formal.
Kansas City
Fred Harman va ser el millor artista de pinzell i tinta del gènere occidental. Va ser autodidacta i el seu ull per la perspectiva dramàtica, els detalls autèntics que va posar en tota la seva obra, és inigualable. Nascut a Leslie Fred Harman, va treballar com a ajudant de premsa a The Kansas City Star, on va entrar en contacte amb els dibuixants del diari. Quan tenia 20 anys, va treballar a la Kansas City Film Ad Company, treballant amb Walt Disney com a animador. Harman i Disney es van associar per formar la seva pròpia empresa, però es va tancar un any després. Posteriorment, Harman va tornar a Colorado. El germà de Harman, Hugh Harman, també va ser animador a l'estudi Disney's Kansas City.
A la tardor de 1924, Harman va rebre un telegrama d'un amic artista, Sam McConnell, sobre una feina d'il·lustració a Artcrafts Engraving Company. Va agafar el primer tren que va poder per arribar a St. Joseph, casa del Pony Express. A més del seu treball com a il·lustrador de catàlegs per a Artcrafts (per a la Olathe Boot Company, entre altres catàlegs), Harmon va crear art promocional, il·lustracions de llibres i dissenys de vestuari de pel·lícula commemorant el Pony Express, i va comprar llenços i pintura per crear les seves pròpies pintures a casa en el seu temps lliure. Artcrafts estava llavors al 5è pis de l'edifici de música Jenkins, i Fred va conèixer i es va casar amb la músic Lola Andrews, que treballava al primer pis del mateix edifici. La parella va tenir un fill el 27 de maig de 1927, el dia que Lindbergh va arribar a París. Harman no tenia els diners per pagar la factura de l'hospital pel naixement del seu fill, així que el seu cap d'Artcrafts, William Henry Guenther Sr., va comprar una de les pintures d'Harman (d'un vaquer amb els cabells vermells) per la quantitat exacta necessària per cobrir la factura. La parella es va traslladar més tard a St. Paul, Minnesota, on Fred va ser soci d'una agència de publicitat durant diversos anys abans que fracassés. Va estar emprat a Iowa durant un temps abans de traslladar la seva dona i el seu fill a Pagosa Springs, on van construir una cabana de troncs. El 1933 es va traslladar a Los Angeles, on va editar, il·lustrar i publicar una revista occidental que es va ensorrar després de tres números. Tot i que la Galeria d'Art Stendahl va fer una exposició de les seves pintures, cap es va vendre.

## Red Ryder
Harman va autosindicar la seva tira Bronc Peeler des de 1934 fins a 1938, trobant pocs usuaris mentre visitava diverses oficines de diaris de la costa oest. Quan va visitar Nova York el 1938, va conèixer l'editor i guru de les llicències Stephen Slesinger i va tenir èxit. Stephen Slesinger buscava un artista excepcional per dibuixar Red Ryder i Fred Harman era una parella perfecta. Era un autèntic vaquer que tenia el talent i el coneixement dels detalls autèntics que buscava Slesinger. Harman va treballar amb Slesinger durant un any, amb altres artistes als estudis de Nova York de Slesinger, abans que Red Ryder estigués a punt per debutar. Es va llançar Red Ryder, amb un any ple d'històries escrites prèviament, una campanya de llicències de múltiples fronts i una desfilada d'aparicions amb Harman que apareix com un artista vaquer de la vida real. Van seguir còmics populars, llibres il·lustrats i novel·les juvenils, programes de ràdio, pel·lícules i una allau de mercaderies de qualitat fiable, des de material escolar fins a material d'acampada, joguines, jocs, trencaclosques, novetats, kits de manualitats i kits de cuir, carteres amb butxaques secretes, rellotges, estris de cuina de càmping i molt més. Un exclusiu Red Ryder Corral a JCPenney's ofereix roba temàtica Red Ryder Cowboy, barrets, tirants, roba interior, accessoris, articles per a la llar i roba robusta de la marca Red Ryder Ranch per treballar i jugar. Aviat hi va haver Red Ryder Rodeos, Little Beaver Powwows, esdeveniments familiars patrocinats per Red Ryder i programes juvenils a l'aire lliure. El 2020, Red Ryder Enterprises, Inc., propietaris de les marques registrades, els drets d'autor i els arxius de Red Ryder, celebrarà el 80è aniversari dels programes juvenils a l'aire lliure de Red Ryder.
El març de 1953, Harman es va embarcar en una gira USO de sis setmanes, fent Chalk talk a campaments a Anglaterra, França, Alemanya, Itàlia, Turquia i Àfrica.

## Cowboy Artists of America
Harman va viure a Albuquerque, Nou Mèxic, alhora que mantenia el seu ranxo de Pagosa Springs. Després de retirar-se de la tira l'any 1964, es va dedicar a la pintura al seu estudi d'Albuquerque. La tira va ser continuada per Bob MacLeod, Jim Gary, John Wade Hampton i Edmond Good, els mateixos artistes talentosos que havien ajudat a produir el contingut de Red Ryder als Estudis de Nova York de Stephen Slesinger.
Harman va ser un dels membres originals de 1965 dels Cowboy Artists of America, juntament amb Joe Beeler, Charlie Dye, John Hampton i George Phippen ; i les pintures de Harman es van incloure a la primera exposició anual dels Cowboy Artists of America el 9 de setembre de 1966 al National Cowboy Hall of Fame d'Oklahoma City.
Harman va morir a Phoenix, Arizona, el 1982.

## Família
El fill de Fred Harman, Fred Harman III, dirigeix el Museu d'Art Fred Harman. Son Fred Harman va aparèixer a la sèrie de PBS Painting and Travel amb Roger i Sarah Bansemer a l'episodi 10 de la temporada 2, Red Ryder, en un recorregut pel museu.

## Premis
Entre altres honors, Harman va ser un dels 75 homes blancs de la història que van ser adoptats a la Nació Navajo. El 1958, va rebre el premi Sertoma com a ciutadà destacat de Colorado.
El Red Ryder Round-up és un esdeveniment anual del cap de setmana del 4 de juliol a Pagosa Springs, seu del Fred Harman Art Museum.